# Nemastomella bacillifera
Espèce
Synonymes
- Nemastoma bacilliferum Simon, 1879
- Nemastoma carbonarium Simon, 1907
- Nemastoma bacilliferum simplex Simon, 1913
- Nemastoma bacilliferum simoni Roewer, 1914
- Nemastoma formosum Roewer, 1951

Nemastomella bacillifera est une espèce d'opilions dyspnois de la famille des Nemastomatidae.

## Distribution
Cette espèce se rencontre en France et en Espagne dans les Pyrénées, la cordillère Cantabrique et le piémont pyrénéen.

## Description
Le mâle holotype mesure 2,1 mm et la femelle paratype 2,4 mm.

## Liste des sous-espèces
Selon World Catalogue of Opiliones (31/05/2025) :
- Nemastomella bacillifera bacillifera (Simon, 1879)
- Nemastomella bacillifera carbonaria (Simon, 1907)

## Systématique et taxinomie
Cette espèce a été décrite sous le protonyme Nemastoma bacilliferum par Simon en 1879. Elle est placée dans le genre Histricostoma par Kratochvíl en 1958 puis dans le genre Nemastomella par Staręga en 1987.
Nemastoma carbonarium est considérée comme une sous-espèce par Prieto en 2004.
Nemastoma bacilliferum simplex et Nemastoma bacilliferum simoni ont été placées en synonymie par Dresco en 1967.
Nemastoma formosum a été placée en synonymie par Schönhofer en 2013.

## Publications originales
- Simon, 1879 : « Les Ordres des Chernetes, Scorpiones et Opiliones. » Les Arachnides de France, vol. 7, p. 1-332.
- Simon, 1907 : Araneae, Chernetes et Opiliones (Première série). Biospeologica. III. Archives de zoologie expérimentale et générale, sér. 4, vol. 6, no 2, p. 537-553 (texte intégral).